# Pimpri-Chinchwad
Pimpri-Chinchwad er en by i delstaten Maharashtra i det vestlige Indien. Den består af tvillingebyerne Pimpri og Chinchwad, som bliver styret af et fælles bystyre (Pimpri-Chinchwad Municipal Corporation, PCMC). Den er en satellitby til byen Pune, som den ligger cirka 15 kilometer fra. Byen har 1.729.320(2011) indbyggere og er dermed den 18. største by i Indien. Byen er hjemsted for omfattende industri og er kendt for sin bil-, IT- og fremstillingsindustri.